# ドーフィン郡 (ペンシルベニア州)
ドーフィン郡（英: Dauphin County、[ˈdɔːfɪn]）は、アメリカ合衆国ペンシルベニア州の中央部に位置する郡である。人口は28万6401人（2020年）。郡庁所在地は1812年から州都になっているハリスバーグであり、同郡で人口最大の都市である。
ドーフィン郡はハリスバーグ・カーライル都市圏を構成する3郡の1つである。1785年3月4日にランカスター郡から分離して設立された。郡名はフランス王ルイ16世の長男フランス王太子ルイ＝ジョセフに因んで名付けられた。ドーフィン（フランス語ではドーファン、王太子）という肩書きはフランス王位の法定推定相続人だったことを示している。郡内には1979年に炉心のメルトダウンが起こったスリーマイル島原子力発電所がある。

## 地理
アメリカ合衆国国勢調査局に拠れば、郡域全面積は558平方マイル (1,450 km2)であり、このうち陸地525平方マイル (1,360 km2)、水域は32平方マイル (83 km2)で水域率は5.78%である。西側郡境がサスケハナ川になっている。

### 主要高速道路
- 州間高速道路76号線（ペンシルベニア・ターンパイク）
- 州間高速道路81号線
- 州間高速道路83号線
- 州間高速道路283号線/ペンシルベニア州道283号線
- アメリカ国道11号線
- アメリカ国道15号線
- アメリカ国道22号線
- アメリカ国道12号線
- アメリカ国道322号線
- アメリカ国道422号線
- ペンシルベニア州道39号線
- ペンシルベニア州道147号線
- ペンシルベニア州道230号線
- ペンシルベニア州道743号線

|}

### 隣接する郡
- ノーサンバーランド郡 - 北
- スクーカル郡 - 北東
- レバノン郡 - 東
- ランカスター郡 - 南
- ヨーク郡 - 南西
- カンバーランド郡 - 西
- ペリー郡 - 西
- ジュニアータ郡 - 北西

## 人口動態
以下は2000年国勢調査による人口統計データである。
| 基礎データ - 人口: 251,798人 - 世帯数: 102,670 世帯 - 家族数: 66,119 家族 - 人口密度: 185人/km2（479人/mi2） - 住居数: 111,133 軒 - 住居密度: 82軒/km2（212軒/mi2） 人種別人口構成（ ）内は2010年データ - 白人: 77.11% (72.7%) - アフリカン・アメリカン: 16.91% (18.0%) - ネイティブ・アメリカン: 0.16% (0.2%) - アジア人: 1.96% (3.2%) - 太平洋諸島系: 0.03% - その他の人種: 1.97% - 混血: 1.85% (3.1%) - ヒスパニック・ラテン系: 4.13% (7.0%) 先祖による構成 - ドイツ系：29.2% - アイルランド系：7.5% - アメリカ人：7.3% - イタリア系：7.2% 言語による構成 - 英語：91.8% - スペイン語：3.9% | 年齢別人口構成 - 18歳未満: 24.3% - 18-24歳: 7.6% - 25-44歳: 30.1% - 45-64歳: 23.8% - 65歳以上: 14.2% - 年齢の中央値: 38歳 - 性比（女性100人あたり男性の人口） - 総人口: 92.3 - 18歳以上: 88.8 世帯と家族（対世帯数） - 18歳未満の子供がいる: 29.7% - 結婚・同居している夫婦: 47.6% - 未婚・離婚・死別女性が世帯主: 12.9% - 非家族世帯: 35.6% - 単身世帯: 30.0% - 65歳以上の老人1人暮らし: 10.3% - 平均構成人数 - 世帯: 2.39人 - 家族: 2.98人 |

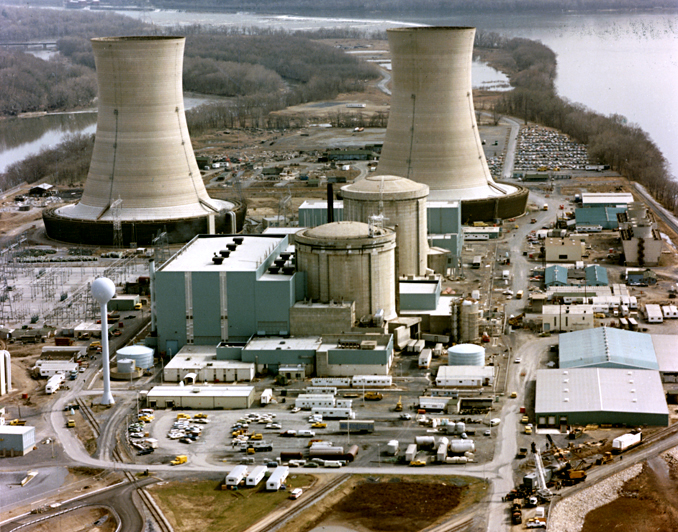
スリーマイル島原子力発電所

## 政治
2010年11月時点でドーフィン郡には192,743 人の登録有権者がいた。
- 民主党: 86,870 (45.07%)
- 共和党: 81,853 (42.47%)
- その他の政党: 24,020 (12.46%)

ドーフィン郡は、サスケハナ川バレーにある他郡と同様、共和党の支持が強い郡の1つであった。郡政委員会多数と郡役人の全員は現在も共和党員である。しかし、近年は民主党への移行が進み、2008年夏には登録有権者数が逆転した。2006年のアメリカ合衆国上院議員選挙では民主党のボブ・ケイシー・ジュニアが共和党現職のリック・サントラムを破った。ドーフィン郡選挙管理委員会に拠れば、2008年アメリカ合衆国大統領選挙で、民主党のバラク・オバマが共和党のジョン・マケインに対して支持立差9.0%以上をつけ、1964年以来となる民主党候補による郡の制覇となった。他の州役人3人の当選者もドーフィン郡を制した。
ドーフィン郡はアメリカ合衆国下院議員ペンシルベニア州第17選挙区に属し、2013年時点では民主党議員を選出している。ペンシルベニア州議会上院では第15、第27および第48選挙区に属しており、下院では第98、第103、第104、第105および第106選挙区に属している。2013年時点で上院は共和党が3人、下院は共和党4人、民主党1人を選出している。

## 都市と町

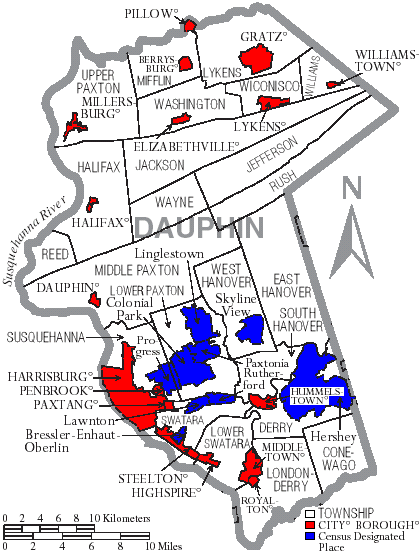
ドーフィン郡の自治体、ボロは赤、タウンシップは白、国勢調査指定地域は青

ペンシルベニア州法の下では4種類の自治体がある。市、ボロ、タウンシップ、町である。

### 都市
| - ハリスバーグ、郡内唯一の法人化都市 - 郡庁所在地 |

### ボロ
| - ベリーズバーグ - ドーフィン - エリザベスビル - グラッツ | - ハリファックス - ハイスパイア - ハンメルズタウン - ライクンズ | - ミドルタウン - ミラーズバーグ - パクスタン - ペンブルック | - ピロー - ロイアルトン - スティールトン - ウィリアムズタウン |

### タウンシップ
| - コーンウェイゴ - デリー - イースト・ハノーバー - ハリファックス - ジャクソン - ジェファーソン | - ロンドンデリー - ローワー・パクストン - ローワー・スワタラ - ライクンズ - ミドル・パクストン - ミフリン | - リード - ラッシュ - サウス・ハノーバー - サスケハナ - スワタラ - アッパー・パクストン | - ワシントン - ウェイン - ウェスト・ハノーバー - ウィコニスコ - ウィリアムズ |  |

### 国勢調査指定地域
国勢調査指定地域はアメリカ合衆国国勢調査局が人口統計データを取るために設定した地域である。州法の下では実際の司法権が及ぶ範囲ではない。村などその他の未編入領域も下記に挙げる。
| - ブレスラー - コロニアルパーク - エンホート - ハーシー - ローントン | - レンカービル - リングルスタウン - オバーリン - パームデール - パクストニア | - プログレス - ラザフォード - スカイラインビュー - ユニオンデポジット - ウィコニスコ |

### 未編入の町
| - バックマンビル - ビューフォートファームズ - ディートリッヒ - デオデイト - カーソンビル - カタリーナ - エベネザー - エッジモント - エレンデールフォージ - エンダーズ - エンターライン - エスタートン - フォートハンター - グラントビル | - ハノーバーデール - ヘックトン - ヒルサイドビレッジ - ホッカーズビル - ホーナーズタウン - イングルヌーク - ジェドノータ - キリンジャー - マルタ - マナダギャップ - マナダヒル - マタモラス - モントローズパーク | - オークリー - オークモント - オバーリンガーデンズ - パクスタンマナー - パイクタウン - パウェルズバレー - リッチービレッジ - ロックビル - サンドビーチ - シェルズビル - シンガーズビル - スワタラ - ボーン - ウェインズビル - ウィンザーファームズ |

## 教育

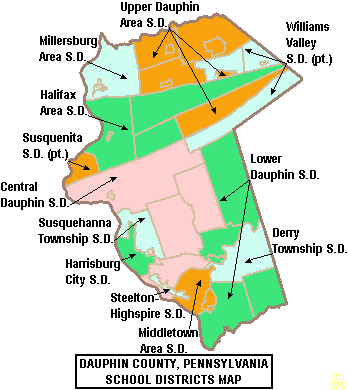
ドーフィン郡教育学区の区分図

### 高等教育機関
- ディクソン大学センター（英語版）
- ハリスバーグ地域コミュニティカレッジ（英語版）
- ハリスバーグ科学技術大学（英語版）
- メサイア大学（英語版）
- ペンシルベニア州立大学ハリスバーグ校（英語版）
- ペンシルベニア州立ハーシー医療センター
- テンプル大学ハリスバーグ校
- ワイドナー大学（英語版）ハリスバーグ校

### 公共教育学区
- 中央ドーフィン教育学区
- デリー・タウンシップ教育学区
- ハリファックス地域教育学区
- ハリスバーグ教育学区
- 下流ドーフィン教育学区
- ミドルタウン地域教育学区
- ミラーズバーグ教育学区
- スティールトン・ハイスパイア教育学区
- サスケハナ・タウンシップ教育学区
- サスケニタ教育学区（一部はペリー郡内）
- 上流ドーフィン教育学区
- ウィリアムズバレー教育学区（一部はスクーカル郡内）

### 公立チャータースクール
郡内にはチャータースクールが設立されている。
- インフィニティ・チャータースクール
- ペンシルベニア州遠隔電子学習チャータースクール
- シルバンハイツ科学チャータースクール
- 首都圏芸術学校

### 中間ユニット
首都圏中間ユニット（第15）は州が認定した教育機関である。この機関は各教育学区、チャータースクール、私立学校、家庭教育を受けた生徒に対して、様々なサービスを行っている。例えばペンシルベニア州学術標準でマッピングされ、調整された幼稚園生から12年生まで完璧に開発されたカリキュラム、共有サービス、合同購買計画、さらには幅広い特別教育、特殊需要に合わせた講習などである。

### 図書館
ドーフィン郡図書館システムはハリスバーグの本館と郡内7つの支所を通じて郡民に図書館サービスを提供している民間の非営利団体である。17人の理事会が管理し、このうち5人はドーフィン郡政委員会の指名、12人は3年間任期で選出されている。このシステムはペンシルベニア州図書館システムの会員である。

### 私立学校
2008年時点で、ペンシルベニア州教育省に登録される私立学校は次の通りである。
- アームストロングバレー・クリスチャン学校 – ハリファックス
- ベリーズバーグ・クリスチャン・アカデミー – エリザベスビル
- ビショップ・マクデビット高校 – ハリスバーグ
- カセドラル統合学校 – ハリスバーグ
- コブナント・クリスチャン・アカデミー – ハリスバーグ
- イーストショア・モンテッソリ学校 – ハリスバーグ
- エマヌエル・ウェズレヤン・アカデミー – グラッツ
- ガーデンスポット・アーミッシュ学校 – ミラーズバーグ
- ガーデンスポット学校 – ミラーズバーグ
- ゴッダード学校 – ハリスバーグ
- ヘンゼルとグレーテル初期学習センター – ハリスバーグ
- ハリスバーグ・アドベンチスト学校 – ハリスバーグ
- ハリスバーグ・クリスチャン学校 – ハリスバーグ
- ハーシー・クリスチャン学校 – ハーシー
- ヒルサイドアーミッシュ学校 – ハリスビル
- ヒルサイド・セブンスデーアドベンチスト学校 – ハリスバーグ
- キーストーン数学科学アカデミー – ハリスバーグ
- キンダーケア学習センター – ハリスバーグ
- キンダーケア学習センター – ハーシー
- ロンドンデリー学校 – ハリスバーグ
- マハンタンゴ学校 – ライクンズ
- マターズタウン学校 – ミラーズバーグ
- ミドルタウン・クリスチャン学校 – ミドルタウン
- ミルトン・ハーシー学校 – ハーシー
- ノースマウンテンビュー・アーミッシュ – ミラーズバーグ
- 北ドーフィン・クリスチャン学校 – ミラーズバーグ
- プライド・オブ・ザ・ニーバーフード・アカデミーズ – ハリスバーグ
- プリンス・オブ・ピース学校 – スティールトン
- レイカーズミル学校 – エリザベスビル
- ローリングエーカーズ学校 – ライクンズ
- セブンソローズ・オブ BMV 学校 – ミドルタウン
- サンシャイン学習ステーション – ミドルタウン
- サウスマウンテンビュー学校 – スプリンググレン
- スペックタウン学校 – ライクンズ
- セントキャサリン・レイバー 学校 – ハリスバーグ
- セントジョーン・オブ・アーク小学校 – ハーシー
- セントマーガレット・メイ学校 – ハリスバーグ
- セントスティーブンスエピスコパル学校 – ハリスバーグ
- テンダーイヤーズ Inc. – ハーシー
- ハリスバーグ降臨学校 – ハリスバーグ
- ウィンディノール学校 – スプリンググレン
- ワーズワース・アカデミー – ハリスバーグ
- イェシバ・アカデミー – ハリスバーグ

## 公園とレクリエーション
郡内には2つの州立公園がある。
- ボイド・ビッグツリー保存地域
- ジョセフ・E・アイバーソン保存地域